# Klippinge
Klippinge is een plaats in de Deense regio Seeland, gemeente Stevns. De plaats telt 486 inwoners (2008).